# مارلا رونيان
مارلا لي رونيان (مواليد 4 يناير 1969) هي رياضية أمريكية في سباقات المضمار والميدان، وعداءة طريق وعداءة ماراثون وهي كفيفة قانونيًا. وهي بطلة وطنية ثلاث مرات في سباق 5000 متر سيدات. وهي أيضًا رياضية شاركت في كل من الألعاب البارالمبية والألعاب الأولمبية.

## النشأة والتعليم
ولدت مارلا في سانتا ماريا، كاليفورنيا. بعد تخرجها من مدرسة كاماريلو الثانوية في عام 1987، ذهبت للدراسة في جامعة سان دييغو الحكومية، حيث بدأت المنافسة في العديد من الأحداث الرياضية: السباعي، سباق 200 متر، الوثب العالي، رمي الجلة، 100 متر حواجز، الوثب الطويل. ورمي الرمح وسباق 800 متر. وفي عام 1994 حصلت على درجة الماجستير في تعليم الأطفال الصم المكفوفين.

## حياة مهنية

### الألعاب البارالمبية الصيفية 1992
فازت مارلا بأربع ميداليات ذهبية في دورة الألعاب البارالمبية الصيفية لعام 1992 في الوثب الطويل وسباقات 100 و200 و400 متر. كما شاركت في ركوب الدراجات في تلك الألعاب.

### 1996 التجارب الأولمبية والبارالمبية
حاولت التأهل إلى دورة الألعاب الأولمبية "الجسدية" في التجارب الأولمبية الأمريكية عام 1996، وحصلت على المركز العاشر في سباق السباعي. أثناء فشلها في التأهل، ركضت مسافة 800 متر في 2:04.60، وهو رقم قياسي أمريكي في سباق السباعي 800 متر. أقنعها هذا النجاح بتجربة الجري لمسافات طويلة.
في دورة الألعاب البارالمبية لعام 1996 في أتلانتا، حصلت على الميدالية الفضية في دفع الجلة والذهبية في سباق خماسي.

### دورة الألعاب الأمريكية 1999 والألعاب الأولمبية الصيفية 2000
بدأت حياتها المهنية كعداءة عالمية في فعاليات الأصحاء في عام 1999 في ألعاب عموم أمريكا في وينيبيغ، حيث فازت بالميدالية الذهبية في سباق 1500 متر وحصلت على المرتبة الثانية في الولايات المتحدة في هذا الحدث في عام 1999 من قبل أخبار المسار والميدان. في العام التالي، احتلت المركز الثامن في سباق 1500 متر في الألعاب الأولمبية الصيفية 2000، مما جعل مارلا أول رياضية كفيفة قانونيًا تتنافس في الألعاب الأولمبية وأعلى نتيجة لامرأة أمريكية في هذا الحدث.

### النجاح في البطولات الوطنية، إصدار السيرة الذاتية
بحلول عام 2001 فازت بأول بطولة وطنية لها من أصل ثلاث بطولات وطنية متتالية لمسافة 5000 متر. أصدرت أيضًا سيرتها الذاتية "لا خط نهاية: حياتي كما أراها" في عام 2002، أضافت البطولات الوطنية للطريق 5ألاف و10ألاف، وتزوجت من مدربها مات لونيرغان.

لقد حصلت على لقب أفضل أمريكية في ماراثون مدينة نيويورك عام 2002 بزمن قدره ساعتين و27 دقيقة و10 ثوانٍ لتسجل ثاني أسرع ظهور لأول مرة على الإطلاق لامرأة أمريكية.
"أعتقد أنها شجاعة جدًا، مارلا قوية جدًا وشجاعة حقًا. لقد كانت تقاتل طوال حياتها، وهذا يظهر في ركضها."كولين دي ريك"، عداءة الماراثون
فازت بالطريق 5ألاف متر مرة أخرى في عام 2003 وتأهلت لدورة الألعاب الأولمبية الصيفية لعام 2004 باحتلالها المركز الثاني في التجارب الأولمبية بالولايات المتحدة (المضمار والميدان). أخذت إجازة عام 2005 لتلد طفلها الأول، آنا لي في الأول من سبتمبر، لكنها عادت إلى الطرق في عام 2006 لتفوز ببطولتها الوطنية الثانية في مسافة 20 كم (كانت الأولى لها في عام 2003).

### الجوائز والتقدير
لقد كانت "عداءة العام" في الولايات المتحدة الأمريكية المسار والميدان في عامي 2002 و2006.

### أرقام قياسية عالمية
اعتبارًا من أبريل 2014، تحمل رونيان الأرقام القياسية العالمية اللجنة البارالمبية الدولية في تصنيف تى13 لسباقات 400م، 800 م، 1500م، 5000 م، الوثب العالي، الوثب الطويل والخماسي. ومع ذلك، فإن أفضل أرقامها الشخصية في سباقات 3000متر و10000متر والماراثون كانت أيضًا أرقامًا قياسية عالمية، لكن لم يتم التصديق عليها من قبل اللجنة الدولية للبراءات.